# Serixia densevestita
Serixia densevestita là một loài bọ cánh cứng trong họ Cerambycidae.